# أسماء السحيري
أسماء السحيري ولدت في 1 يوليو 1972 في مكثر، هي سياسية تونسية.

## السيرة الذاتية

### المسار الأكاديمي
تحصلت أسماء السحيري على شهادة الباكالوريا فاختصاص الآدب سنة 1990، ثم تحصلت على الأستاذية في العلوم القانونية والسياسية من كلية العلوم القانونية والسياسية والاجتماعية بتونس سنة 1994 ثم شهادة ختم الدراسات بالمرحلة العليا بالمدرسة الوطنية للإدارة في سلك مستشاري المصالح العمومية في أكتوبر 1997. تحصلت كذلك على عدة شهادات تخصص في الحريات العامة والأمن الداخلي من لمدرسة الوطنية للإدارة في باريس سنة 1999 وفي القانون الأوروبي من مركز الدراسات الأوروبية بسترازبورغ في 2002 وفي نظام فض النزاعات من المنظمة العالمية للتجارة في 2005 وفي قانون التنمية والاستثمار من المعهد الدولي لقانون التنمية بروما سنة 2009.

### المسار المهني والسياسي
بدأت السحيري مسارها المهني سنة 1997 في الوزارة الأولى، وشغلت على التوالي منذ تخرجها من المدرسة الوطنية للإدارة عدة مناصب إدارية كرئيسة مصلحة ثم كاهية مدير ثم مديرة ثم مديرة عامة برئاسة الحكومة وذلك من 1997 إلى 2012، وكانت أول امرأة تشغل منصب مستشارة القانون والتشريع للحكومة بداية من نوفمبر 2012 إلى غاية ديسمبر 2018، وهي نفس الفترة التي كانت فيها ممثلة تونس لدى منظمة التعاون والتنمية الاقتصادية بصفة رئيس فريق العمل 4 حول جودة التشريع. عينت في 2018 مديرةً للمدرسة الوطنية للإدارة. شغلت أسماء السحيري عضوية مجلس النظراء للمساواة وتكافؤ الفرص واللجنة القانونية لإعداد الاستراتيجية الوطنية لمأسسة النوع الاجتماعي.

اشتغلت كذلك بالتوازي كمدرسة في كل من المدرسة الوطنية للإدارة والمدرسة الوطنية للمالية ومعهد تمويل التنمية للمغرب العربي كما حاضرت بمعهد الدفاع الوطني.

في 27 فبراير 2020، عينت أسماء السحيري في منصب وزيرة المرأة والأسرة والطفولة وكبار السن في حكومة إلياس الفخفاخ، وفي 7 أبريل من نفس السنة عينت ناطقةً رسمية للحكومة التونسية.

## مقالات ذات صلة
- قائمة الوزيرات التونسيات